# تریومف میفلاور
تریومف میفلاور (Triumph Mayflower) خودرویی است که در سال‌های ۱۹۴۹ تا ۱۹۵۳>۳۵،۰۰۰ were made تولید شده‌است. طول آن در حالت طبیعی ۱۵۶ اینچ (۴٬۰۰۰ میلیمتر) و عرض آن در حالت طبیعی ۶۲ اینچ (۱٬۶۰۰ میلیمتر) و ارتفاع آن در حالت طبیعی ۶۰ اینچ (۱٬۵۰۰ میلیمتر) است.
موتور آن ۱۲۴۷ سی‌سی سیستم جعبه‌دندهٔ آن ۳ دنده به صورت دستی است.